# Gesetz zur weiteren Stärkung des bürgerschaftlichen Engagements
Das Gesetz zur weiteren Stärkung des bürgerschaftlichen Engagements, auch als Gemeinnützigkeitsreform bezeichnet, ist ein Artikelgesetz, das rückwirkend ab dem 1. Januar 2007 die Rahmenbedingungen für gemeinnützige Tätigkeiten in Deutschland verbessert. Dazu werden in verschiedenen Steuergesetzen entsprechende Anpassungen bestimmt.

## Inhalt
Im Einzelnen ergaben sich viele Änderungen; hierzu gehören u. a. folgende:
- Die Höchstgrenze für den Abzug als Sonderausgaben wurde auf 20 % des Einkommens erhöht, wobei die Unterscheidung zwischen Begünstigungsklassen nach Förderzwecken, die früher unterschiedliche Höchstgrenzen von 5 % oder 10 % hatten, entfiel.[1]
- Der Steuerfreibetrag für Einnahmen aus Übungsleitertätigkeit (Übungsleiterpauschale, § 3 Nr. 26 EStG) wurde von 1.848 € auf 2.100 € erhöht. Zurzeit beträgt sie 3.000 €.
- Einnahmen aus nebenberuflichen Tätigkeiten im Dienst oder Auftrag einer öffentlich-rechtlichen oder gemeinnützigen Körperschaft (zum Beispiel als Funktionär, Gerätewart usw.) bleiben bis zu 500 €/Jahr steuerfrei. Inzwischen sind bis zu 840 €/Jahr steuerfrei.
- Mitgliedsbeiträge für Fördervereine sind als Sonderausgaben steuerlich abzugsfähig (§ 10b Abs. 1 Satz 2 EStG).

## Wirkungen
Eine vom Bundesministerium für Finanzen beauftragte Studie untersuchte die kurzfristigen Wirkungen des Gesetzes auf das Spendenverhalten und bürgerschaftliche Engagement im Zeitraum 2005/2006 bis 2008.
Für die Entwicklung der Spenderzahlen und des Spendenvolumens gibt es widersprüchliche Ergebnisse. Eine Zeitreihe des Deutschen Spendenmonitors zeigt eine Abnahme des Spendenvolumens, während zwei weitere, die des GfK Charity Scope und des Deutschen Zentralinstituts für soziale Fragen, eine leichte Zunahme zeigen. Diese Ergebnisse können von der Finanzkrise ab 2007 beeinflusst sein, die viele Organisationen als Grund für einen Spendenrückgang angeben. Auch waren die Änderungen noch wenig bekannt, nur etwa 16 % der befragten Spender wussten von den neuen steuerbegünstigten Förderhöchstsätzen.
Von den Organisationen haben vor allem Stiftungen deutlich von der Gesetzesnovelle profitiert, die Rate der Neugründungen nahm zu, vor allem im Jahr 2007 fiel sie sehr deutlich mit +24 % aus. Für Gemeinnützige Organisationen fällt das Ergebnis verhalten aus. Das Ziel, Bürokratie abzubauen, wurde bis 2008 mit dem Gesetz nicht erreicht.